# Columna Connolly

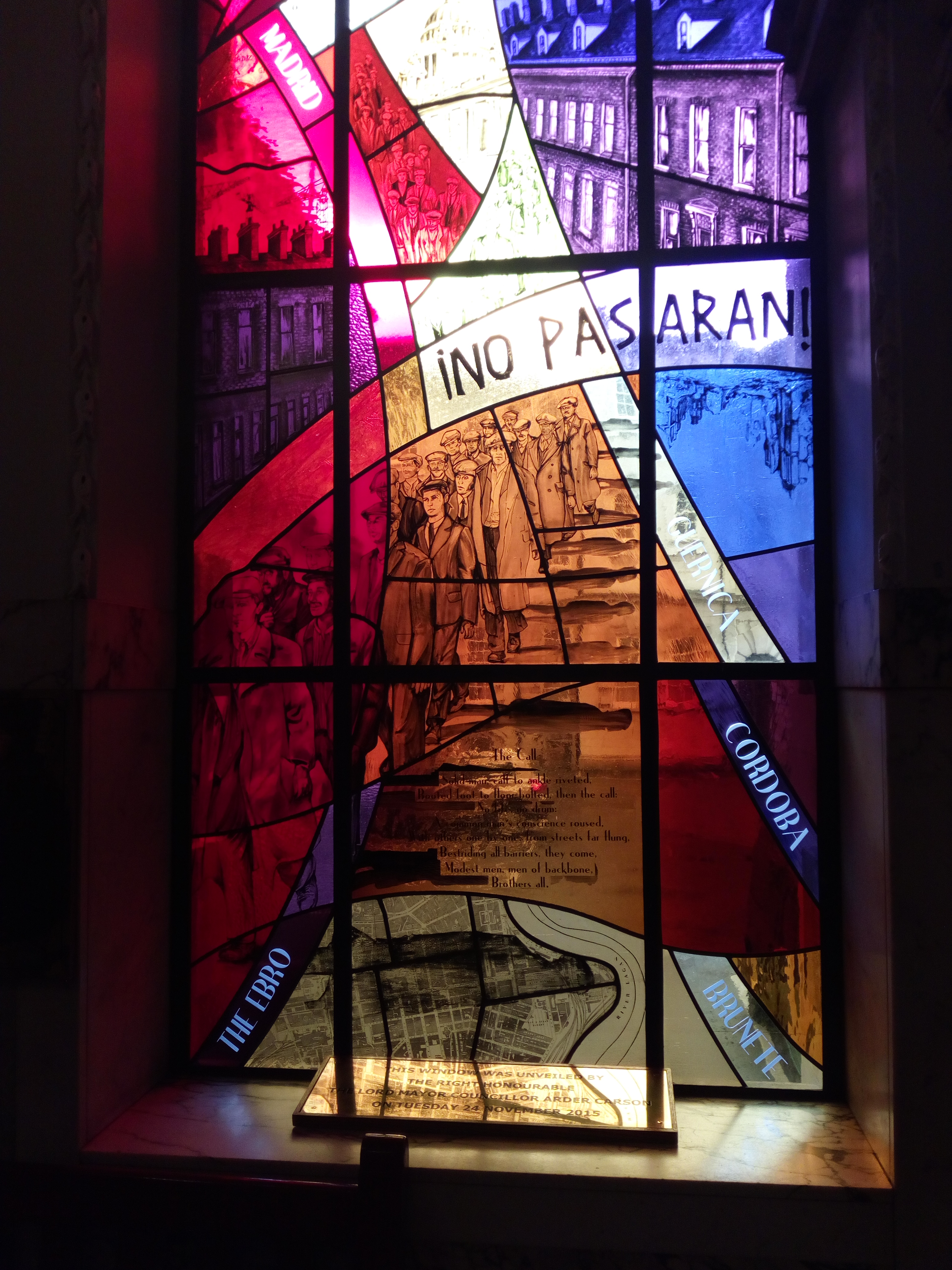
Ventana en conmemoración de los soldados irlandeses que participaron en la guerra civil española como Brigadas Internacionales en defensa de la Segunda República. Ayuntamiento de Belfast.

La Columna Connolly (en inglés: Connolly Column) fue una pequeña unidad de voluntarios irlandeses integrados en el batallón Lincoln que formó parte de las Brigadas Internacionales en apoyo de la república durante la guerra civil española. La denominación escogida lo fue en honor del líder socialista irlandés James Connolly, ejecutado en 1916 por su participación en el Levantamiento de Pascua.

## Historia

Los brigadistas irlandeses Frank Ryan (izquierda) y John Robinson de la columna Connolly (1936).

Al inicio del conflicto, el republicano izquierdista irlandés Peadar O'Donnell se encontraba en Barcelona para la apertura de las Olimpiadas Populares. El estallido de la guerra le impulsó a movilizar unidades de voluntarios en apoyo del Frente Popular entre los miembros del Ejército Republicano Irlandés (IRA) y otros activistas nacionalistas. 
La creación de la columna se produjo sobre todo en respuesta a la iniciativa del general «protofascista» Eoin O'Duffy de formar una Brigada Católica que fuera a luchar a España junto a Franco. Así, el IRA y del Partido Comunista de Irlanda hicieron un llamamiento a combatir del lado de la República española dentro de las Brigadas Internacionales. Su principal promotor fue el miembro del IRA Frank Ryan. Fueron unos 200 voluntarios los que acudieron a España, en su mayoría miembros del IRA y una minoría de militantes del Partido Comunista Irlandés. Muchos de ellos provenían de las barriadas obreras de las ciudades (Dublín, Derry, Belfast, Cork), a diferencia de los integrantes de la Brigada Irlandesa del general O'Duffy, que luchó junto a Franco, que procedían de pequeñas ciudades y de pueblos y aldeas.
Llegaron a Albacete, cuartel general de las Brigadas Internacionales, poco después de la Navidad de 1936. Las fricciones que surgieron con algunos mandos ingleses ―por motivos patrióticos, pero también religiosos, pues muchos de los voluntarios eran fervorosos católicos― hicieron que una parte se integrara en el estadounidense Batallón Lincoln mientras otra parte continuó en el Batallón Británico, ambos pertenecientes a la XV Brigada Internacional. Sin embargo los problemas de índole religiosa continuaron: «algunos no recibían con agrado las consabidas lecciones de ideología impartidas en las trincheras y estaban molestos por el hecho de no poder practicar su religión, ni siquiera cuando estaban de permiso en la retaguardia» ―al parecer a partir de agosto de 1937 se les permitió asistir a la iglesia en Madrid―.
Su primera participación bélica fue en la batalla del Jarama, en la que perdieron la vida doce irlandeses junto a un número similar de víctimas entre los norteamericanos y los británicos. Después intervinieron en otras batallas como las de Brunete, Teruel o Ebro en las que varios irlandeses resultaron muertos o heridos. Los que cayeron prisioneros fueron internados en el campo de concentración de San Pedro de Cardeña donde padecieron graves penurias y no serían liberados hasta el final de la guerra.
El número exacto de miembros de la Columna a lo largo de su estancia en España no ha sido fijado, pero la mayoría de los historiadores coinciden en afirmar que estaría próximo a los 200 hombres. El líder del grupo, Ryan, fue herido y, tras recuperarse en su país, regresó participando en el frente de Aragón, siendo capturado y llevado a un campo de prisioneros en Miranda de Ebro, donde fue sentenciado a muerte. No obstante, la intervención del presidente de Irlanda, Éamon de Valera, permitió que le fuera conmutada la pena capital por la de treinta años de prisión. Tras disolverse las Brigadas Internacionales en septiembre de 1938 los supervivientes de la columna regresaron a Irlanda.

## Memoria histórica
A su vuelta a Irlanda no fueron objeto de ningún tipo de homenaje, como sí se tributó a la Brigada de O’Duffy, y algunos veteranos tuvieron dificultades para conseguir empleo por haber luchado con los «rojos». Sin embargo, esta percepción cambió radicalmente después de la Segunda Guerra Mundial con la derrota de los fascismos. Así, «en los años sesenta ya habían adquirido la categoría de unos visionarios que percibieron los peligros del nazismo y del fascismo mucho antes que sus líderes políticos y que estaban dispuestos a sacrificar sus vidas para advertir al mundo». En 1995 la España democrática concedió a los supervivientes de las Brigadas Internacionales la posibilidad de obtener la nacionalidad española, si así lo querían.
En la Irlanda moderna existe un enorme contraste en cuanto a la memoria histórica entre la columna Connolly y la Brigada Irlandesa de O'Duffy. «Cuando se recuerda la unidad de voluntarios que fue a España con el general Eoin O'Duffy, se reacciona con un silencio avergonzado o se bromea despectivamente sobre ello como si se tratara de una anécdota sin importancia. En cambio, cuando se menciona al contingente contrario, no se bromea ni hay asomo de vergüenza. Los hombres de la llamada “Columna Connolly” se consideran poco menos que guardianes de la civilización». A los muertos de la Columna Connolly se les levantó un monumento en Dublín junto a la sede de los sindicatos, mientras que no existe ningún monumento en Irlanda que recuerde a la Brigada de O'Duffy.